# Antonia

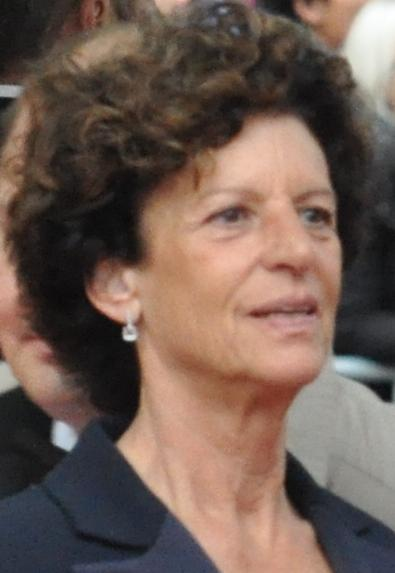
Antonia Ax:son Johnson

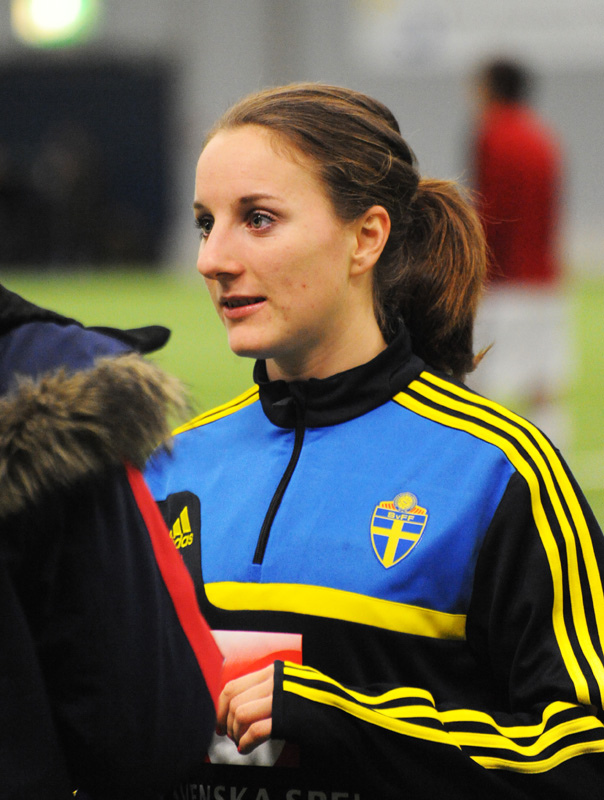
Antonia Göransson

Antonia är ett latinskt kvinnonamn med betydelsen ovärderlig. Den maskulina formen är Antonius.
Antonia var ett modenamn i Sverige i slutet på 1980-talet.[källa behövs]
Den 31 december 2014 fanns det totalt 2 828 personer folkbokförda i Sverige med namnet Antonia, varav 1 207 har det som tilltalsnamn.
Namnsdag: 17 oktober, delas nu med Toini, (sedan 2001, dessförinnan 1986–2000: 17 januari). I den finlandssvenska namnsdagslängden har Antonia namnsdag 17 januari sedan 1995.
På Balkan och i slaviska länder förekommer formen Antonija.[källa behövs]

## Personer med namnet Antonia
- Antonia den äldre (född 39 f.Kr.), medlem av den julio-claudiska kejsarfamiljen
- Antonia av Balzo, siciliansk drottning
- Antonia Ax:son Johnson, svensk företagsledare
- Antonia Bird, brittisk regissör
- Antonia Susan Byatt, brittisk författare
- Antonia Collette, australisk skådespelare och musiker
- Antonia Fraser, brittisk författare och historiker
- Antonia Göransson, svensk fotbollsspelare
- Antonia Iacobescu, rumänsk sångerska och fotomodell
- Antonia Mesina, italiensk jungfrumartyr
- Antonia Moraiti, grekisk vattenpolospelare
- Antonia Prebble, nyzeeländsk skådespelare
- Antonia Santos, colombiansk nationalhjälte
- Antonija Šola, kroatisk sångerska
- Maria Antonia Josepha Johanna von Habsburg-Lothringen av Österrike (Marie-Antoinette), drottning av Frankrike

## Fiktiva figurer med namnet Antonia
- Antonia Ridderfjell, Bert-serietidningarna, kusin till Emilia